# Jan Polanc
Jan Polanc (* 6. května 1992) je bývalý slovinský profesionální silniční cyklista, jenž naposledy jezdil za UCI WorldTeam UAE Team Emirates. V květnu 2023 Polanc oznámil, že musí ukončit svou sportovní kariéru kvůli problémům se srdcem.

## Hlavní výsledky
2009
Národní šampionát
 vítěz silničního závodu juniorů
3. místo časovka juniorů
Grand Prix Général Patton
10. místo celkově
2010
Národní šampionát
 vítěz časovky juniorů
2. místo Trofeo Guido Dorigo
3. místo Trofeo Buffoni
Giro della Lunigiana
4. místo celkově
vítěz 3. etapy
Mistrovství světa
5. místo silniční závod juniorů
Course de la Paix Juniors
8. místo celkově
Trofeo Karlsberg
10. místo celkově
2011
Giro della Regione Friuli Venezia Giulia
5. místo celkově
5. místo Trofeo Città di San Vendemiano
7. místo Gran Premio di Poggiana
8. místo Trofeo Banca Popolare di Vicenza
8. místo Giro del Belvedere
10. místo Trofeo Zsšdi
2012
Národní šampionát
 vítěz časovky do 23 let
vítěz Piccolo Giro di Lombardia
Kolem Slovinska
 vítěz soutěže mladých jezdců
Okolo jižních Čech
2. místo celkově
Czech Cycling Tour
5. místo celkově
6. místo Trofeo Città di San Vendemiano
Giro della Regione Friuli Venezia Giulia
9. místo celkově
9. místo Trofeo Zsšdi
9. místo Trofeo Banca Popolare di Vicenza
2013
Giro della Regione Friuli Venezia Giulia
 celkový vítěz
 vítěz soutěže mladých jezdců
vítěz 4. etapy
Kolem Slovinska
2. místo celkově
 vítěz soutěže mladých jezdců
Course de la Paix U23
5. místo celkově
5. místo La Côte Picarde
8. místo GP Kranj
Istrian Spring Trophy
10. místo celkově
2014
9. místo Japan Cup
2015
Giro d'Italia
vítěz 5. etapy
lídr  po etapách 5 – 7
5. místo Japan Cup
6. místo Giro dell'Emilia
Kolem Slovinska
8. místo celkově
2017
Národní šampionát
 vítěz časovky
Giro d'Italia
vítěz 4. etapy
lídr  po etapách 4 – 11
Tour La Provence
 vítěz vrchařské soutěže
Kolem Chorvatska
5. místo celkově
2019
Kolem Turecka
6. místo celkově
Kolem Ománu
6. místo celkově
Giro di Sicilia
6. místo celkově
Adriatica Ionica Race
7. místo celkově
Kolem Slovinska
9. místo celkově
Giro d'Italia
lídr  po etapách 12 – 13
2020
Národní šampionát
3. místo časovka
6. místo Gran Trittico Lombardo
2021
Národní šampionát
2. místo silniční závod
2. místo časovka
5. místo Giro dell'Appennino
Kolem Slovinska
9. místo celkově
2022
vítěz Trofeo Laigueglia
Národní šampionát
3. místo časovka
Settimana Internazionale di Coppi e Bartali
7. místo celkově

### Výsledky na Grand Tours
| Grand Tour      | 2014 | 2015 | 2016 | 2017 | 2018 | 2019 | 2020 | 2021 | 2022 |
| --------------- | ---- | ---- | ---- | ---- | ---- | ---- | ---- | ---- | ---- |
| Giro d'Italia   | 42   | 53   | —    | 11   | 32   | 14   | —    | —    | —    |
| Tour de France  | —    | —    | 54   | —    | —    | —    | 40   | —    | —    |
| Vuelta a España | —    | —    | —    | 38   | —    | —    | —    | 41   | 12   |

| —   | Nezúčastnil se |
| DNF | Nedokončil     |